# Martèl
Martèl (en francès Martel) és un municipi francès situat al departament de l'Òlt i a la regió d'Occitània.

## Demografia
| 1962                                       | 1968  | 1975  | 1982  | 1990  | 1999  | 2006  |
| ------------------------------------------ | ----- | ----- | ----- | ----- | ----- | ----- |
| 1.377                                      | 1.416 | 1.454 | 1.402 | 1.462 | 1.467 | 1.591 |
| Des de 1962: població sense dobles comptes |       |       |       |       |       |       |

## Administració
| Període | Identitat           | Partit |
| ------- | ------------------- | ------ |
| 1987-   | Jean-Claude Requier | PRG    |

## Agermanaments
- Nassogne
- Tequila (Jalisco)